# Gekko badenii
El gecko dorado o lagartija leopardo (Gekko badenii) es una especie de gecos arborícolas de la familia Gekkonidae.

## Distribución geográfica y hábitat
Es endémica de las selvas tropicales húmedas del sur de Vietnam. Quizá en zonas adyacentes de Camboya y Laos.
Los machos crecen hasta alcanzar alrededor de 17 a 18 cm, mientras que las hembras permanecen con un tamaño de 12 a 15 cm. No les gusta ser manipulados. Son hiperactivos y pueden estresarse con facilidad. Pueden morder cuando se sienten molestados, pero si se maneja adecuadamente puede ser domesticado. Como un mecanismo de defensa puede separarse de la cola para confundir a los depredadores, dándose tiempo para escapar. Tienen almohadillas especializadas en los dedo que les permiten moverse a lo largo de las superficies verticales o boca abajo.
Los machos tienen la cola más larga y con abultamientos carnosos en la base. Poros femorales aparecen en la parte interna de las piernas. Las hembras no presentan estas características.

## Alimentación
Comen insectos, tales como grillos y larvas y además frutas ricas en calcio, tales como banano y mango. Se hidratan tomando agua lluvia recogida en las hojas.

## Reproducción
Alcanza la madurez sexual a la edad de un año. La reproducción comienza al principio del regreso de "día hermoso". La hembra en ayunas varios días antes de la postura. Los huevos son depositados en el suelo o adheridos a una planta. Se incuban en uno a dos meses dependiendo de las condiciones meteorológicas. Se alimentan poco a poco después de la primera muda de piel, pocos días después del nacimiento.